# In Time
In Time (arbetsnamn Now och I'm mortal) är en amerikansk thrillerfilm från 2011, skriven och regisserad av Andrew Niccol. Huvudrollerna i filmen spelas av Justin Timberlake, Amanda Seyfried och Cillian Murphy. Filmen hade biopremiär 28 oktober 2011. 

## Handling
I en framtid där åldrande inte längre förekommer har livslängd blivit en lyxvara och tid den främsta handelsvaran. De rika kan köpa sig till nästintill evigt liv medan de fattiga kämpar, stjäl och tigger efter ytterligare dagar, månader och år i sina liv. I denna värld lever Will Salas (Justin Timberlake) på gränsen till fattigdom, vilket innebär att varje dag kan vara hans sista. När han anklagas för mord tvingas han att ta till flykten och tillsammans med en ung kvinna försöker han förklara sig oskyldig. Men tiden är inte på deras sida.

## Rollista
- Justin Timberlake - Will Salas
- Amanda Seyfried - Sylvia Weis
- Cillian Murphy - Timekeeper Leon
- Olivia Wilde - Rachael Salas
- Matt Bomer - Henry Hamilton
- Elena Satine - Jasmine
- Alex Pettyfer - Fortis
- Johnny Galecki - Borel
- Vincent Kartheiser - Philippe Weis
- Rachel Roberts - Carrera
- Ethan Peck - Constantin
- Yaya DaCosta - Greta
- Bella Heathcote - Michele Weis
- Toby Hemingway - Minuteman Kors
- Jessica Parker Kennedy - Edouarda
- Collins Pennie - Minuteman Jaeger
- Christoph Sanders - Nixon